# Kerstin Casparij
Kerstin Casparij, född den 19 augusti 2000 i Alphen aan den Rijn, är en nederländsk fotbollsspelare.

## Karriär
Kerstin Casparij inledde sin seniorkarriär i SC Heerenveen år 2015. Hon värvades 2017 av VV Alkmaar och 2020 av FC Twente. 2022 kontrakterades hon av Manchester City. Hon har även representerat det nederländska damlandslaget där hon debuterade år 2021.